# Ema Destinnová

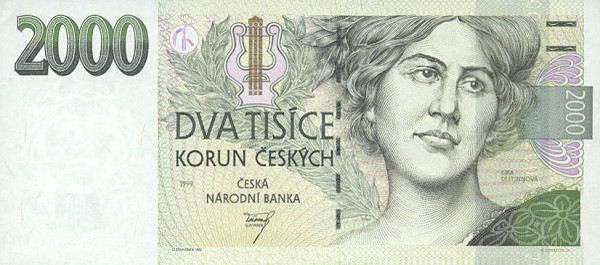
Banknot 2000 koron

 Ema Destinnová , właśc. Emilie Pavlína Kittlová, znana jako Emmy Destinn  (ur. 26 lutego 1878 w Pradze, zm. 28 stycznia 1930 w Czeskich Budziejovicach) – czeska śpiewaczka (sopran liryczno-dramatyczny).

## Życiorys
Pochodziła z rodziny patrycjuszy praskich. Śpiew studiowała u Marii von Dreger Loewe-Destinn, po której miała swój pseudonim.
1898-1909 występowała w berlińskiej Hofoper, 1901 i 1902 w niemieckim Bayreuth, 1904-14 i 1919 w londyńskim Covent Garden Theatre, 1908-16 i 1920-21 w The Metropolitan Opera w Nowym Jorku, 1901-24 w Teatrze Narodowym w Pradze (od 1908 honorowa członkini).
Śpiewała na przykład partie Minnie podczas światowej premiery opery Dziewczyna ze Złotego Zachodu G. Pucciniego w The Metropolitan Opera w Nowym Jorku (1910) i Marzenki podczas amerykańskiej premiery opery Prodaná nevěsta Bedřicha Smetany (1909).
Zdobyła sławę międzynarodową - należała do grona najwybitniejszych czeskich śpiewaków operowych - nie tylko dramatycznym głosem ciemnej barwy, ale i mistrzowską techniką oraz aktorstwem.
Zwracała też uwagę na działalność koncertową i literacką (powieść Ve stínu modré růže, 1930; powieść z elementami autobiograficznymi Dr. Casanova, która powstała 1900-15; dramaty Rahel i Tůně, wiele wierszy, tekstów pieśni i muz. librett).
W czasach I wojny światowej pośredniczyła pomiędzy krajowym i zagranicznym ruchem oporu. Jej działalność została odkryta i w latach 1915-17 była przetrzymywana w areszcie domowym w swoim pałacu w miasteczku Stráž nad Nežárkou. W latach 1917–18 uczestniczyła w ruchu narodowym, między innymi inicjatorka Manifestu muzyków czeskich.
Jej wizerunek znajduje się na czeskim banknocie o nominale 2000 koron.